# Zamek w Brześciu
Zamek w Brześciu – budowla obronna u zbiegu rzek Bug i Muchawiec, zbudowana w 2 poł. XIII wieku w miejscu wcześniejszego grodu. W późniejszym okresie za fosą, na terenach między Bugiem i Muchawcem, powstało miasto Brześć.

## Historia
Zamek do końca XVI wieku był drewniany. Posiadał pięć wież, z których jedna była przejezdna i prowadziła do miasta. W 2 połowie XIII wieku książęta halicko-wołyńscy, chcąc wzmocnić potencjał obronny grodu, zbudowali w jednym z jego narożników murowany stołp, według kronikarza, podobny do tego w Kamieńcu Litewskim.
W 1349 r., po dziewięciu dniach oblężenia, zdobył go król Kazimierz Wielki, jednak na mocy traktatu z 1351 wrócił do Litwy, co potwierdził też traktat z 1366. W 1379 zdobyli go Krzyżacy. W początku grudnia 1409 r. odbył się na nim zjazd króla Władysława Jagiełły, księcia Witolda Kiejstutowicza, wodza Tatarów z Kipczaku Dżalal ad-Dina i podkanclerzego koronnego Mikołaja Trąby w celu zaplanowania wojny z zakonem krzyżackim. W 1500 zamek wytrzymał oblężenie 15 tys. Tatarów pod wodzą chana krymskiego Mengli I Gireja. W XVI wieku drewniane wieże i ściany zamku nadal zwieńczone były blankami i hurdycjami. W końcu XVI w. zamek został wzmocniony ziemnymi bastionami i włączony do systemu obronnego miasta.
Brześć został zdobyty podczas oblężenia Kozaków Chmielnickiego w 1648. W latach 1654–1655 wydano konstytucje sejmowe w sprawie fortyfikacji miasta, dzięki czemu zamek otrzymał dość nowoczesne obwarowania. W tym czasie zamek i miasto były tak silnie ufortyfikowane, że w 1655 wojska moskiewskie pod dowództwem Urusowa i Boratyńskiego odstąpiły od oblężenia po odmowie poddania twierdzy przez kasztelana Melchiora Stanisława Sawickiego.
Podczas potopu szwedzkiego na początku maja 1657 roku Kazimierz Leon Sapieha obsadził twierdzę 2 000 żołnierzy, których dowódcą został Melchior Stanisław Sawicki. Zwiększając walory obronne, spalono przedmieścia znajdujące się poza chronionymi wyspami. Pierwsze szwedzkie podjazdy pojawiły się pod Brześciem 17 maja 1657 roku, a 21 maja przybyła pod miasto główna armia szwedzka. Oblężenie przeprowadzono 22 i 23 maja ostrzeliwując miasto od północy i podkopując się od strony zachodniej miasta, gdzie nie ukończono jeszcze prac fortyfikacyjnych. W dniu 23 maja 1657 roku twierdza poddała się oddziałom Karola Gustawa i przybyłym następnego dnia wojskom księcia siedmiogrodzkiego Jerzego Rakoczego, ale polski garnizon wierny królowi Janowi Kazimierzowi wyszedł z Brześcia przy rozwiniętych chorągwiach, pod bronią, mając zagwarantowany swobodny przemarsz. Zamek odbiła szlachta województwa brzeskiego pod dowództwem podczaszego litewskiego Michała Kazimierza Radziwiłła.
By wzmocnić obronność w 1659 r. wydano następną konstytucję sejmową. Podczas odbudowy w 1660 w dniu 13 stycznia zamek zdobyły z zaskoczenia wojska moskiewskie pod dowództwem Iwana Chowańskiego. Wojska polskie odbiły Brześć w 1661 roku.
W latach 30. XIX wieku zamek, wraz z całą najstarszą częścią miasta Brześcia, został zburzony przez Rosjan pod budowę Twierdzy brzeskiej.